# Cyanopepla agyrtidia
Cyanopepla agyrtidia là một loài bướm đêm thuộc phân họ Arctiinae, họ Erebidae.